# Montceaux-l'Étoile
Montceaux-l'Étoile é uma comuna francesa na região administrativa de Borgonha-Franco-Condado, no departamento Saône-et-Loire. Estende-se por uma área de 9,78 km². Em 2010 a comuna tinha 297 habitantes (densidade: 30,4 hab./km²).